# Szirén (televíziós sorozat)
A Szirén (eredeti cím: Siren) 2018-ban bemutatott amerikai televíziós sorozat. A műsor alkotói Eric Wald és Dean White. 
A főbb szereplők közt megtalálható Alex Roe, Eline Powell, Ian Verdun, Rena Owen és Fola Evans-Akingbola.
A sorozatot az Amerikai Egyesült Államokban a Freeform tűzte műsorra 2018. március 29-én, Magyarországon az HBO 3 mutatta be 2018. április 29-én.

## Rövid történet
Egy tengerparti kisváros életét egy rejtélyes lány bolygatja fel, aki valójában sellő.

## Cselekmény
A történet a washingtoni Bristol Cove-ban játszódik, egy tengerparti városban, ami a legenda szerint a sellők otthona. A legenda valósággá válik amikor egy rejtélyes lány, Ryn jelenik meg a városban, aki feltehetőleg egyike a sellőknek.  Ben Pownall tengerbiológus és kolleganője, Maddie Bishop nyomozni kezd, hogy rájöjjenek az új jövevény titkára.

## Szereplők
| Szereplő                       | Színész              | Magyar hang           |
| ------------------------------ | -------------------- | --------------------- |
| Benjamin "Ben" Gregory Pownall | Alex Roe             | Pál András            |
| Ryn Fisher                     | Eline Powell         | Csifó Dorina          |
| Xander McClure                 | Ian Verdun           | Galambos Péter        |
| Madalyn "Maddie" Bishop        | Fola Evans-Akingbola | Molnár Ilona          |
| Donna                          | Sibongile Mlambo     | Tamási Nikolett       |
| Helen Hawkins                  | Rena Owen            | Menszátor Magdolna    |
| Chris Mueller                  | Chad Rook            | Kocsis Dénes          |
| Calvin                         | Curtis Lum           | Molnár Levente        |
| Aldon Decker                   | Ron Yuan             | Fekete Zoltán         |
| Jerry                          | David Kaye           | Gacsal Ádám           |
| Elaine Pownall                 | Sarah-Jane Redmond   | Kiss Erika            |
| Ted Pownall                    | David Cubitt         | Jakab Csaba           |
| Doug Pownall                   | Andrew Jenkins       | Ágoston Péter         |
| Sean McClure                   | Brian Anthony Wilson | Vass Gábor            |
| Harrison tengernagy            | Anthony Harrison     | Gubányi György István |
| Dr. Abbott                     | Patrick Gallagher    | Petridisz Hrisztosz   |
| Dale Bishop                    | Gil Birmingham       | Holl Nándor           |

## Epizódok
| Évad | Évad | Részek száma | Részek száma | Eredeti sugárzás  | Eredeti sugárzás   | Eredeti adó | Magyar sugárzás   | Magyar sugárzás    | Magyar adó |
| Évad | Évad | Részek száma | Részek száma | Évadbemutató      | Évadzáró           | Eredeti adó | Évadbemutató      | Évadzáró           | Magyar adó |
| ---- | ---- | ------------ | ------------ | ----------------- | ------------------ | ----------- | ----------------- | ------------------ | ---------- |
|      | 1.   | 10           | 10           | 2018. március 29. | 2018. május 24.    | Freeform    | 2018. április 29. | 2018. június 24.   | HBO 3      |
|      | 2.   | 16           | 16           | 2019. január 24.  | 2019. augusztus 1. | Freeform    | 2019. február 17. | 2019. október 1.   | HBO 3      |
|      | 3.   | 10           | 10           | 2020. április 2.  | 2020. május 28.    | Freeform    | 2020. május 31.   | 2020. augusztus 3. | HBO 3      |